# 90480 Ulrich
90480 Ulrich è un asteroide della fascia principale. Scoperto nel 2004, presenta un'orbita caratterizzata da un semiasse maggiore pari a 3,2154414 UA e da un'eccentricità di 0,1056563, inclinata di 19,57687° rispetto all'eclittica.